# Do What You Want to Do
Do What You Want to Do è un album di Willie Bobo con il gruppo "Bo-Gents", pubblicato dalla Sussex Records nel 1971.

## Tracce
Lato A
1. Do What You Want To Do. – 3:21 (Reginald Andrew)
2. Shut Up And Pay Attention. – 3:30 (Ronald Starr)
3. Dindi. – 6:04 (Aloysio De Oliveira, Antônio Carlos Jobim, Ray Gilbert)
4. Come Together. – 5:19 (John Lennon, Paul McCartney)
5. Soul Foo Yong. – 4:46 (Steve Huffsteter)

Lato B
1. Broasted Or Fried. – 4:58 (Reginald Andrew)
2. The Thrill Is Gone. – 5:50 (Art Benson, Dale Petite)
3. How Can I Say Goodbye ? – 3:14 (David O'Rourk)
4. Never You Mind. – 5:59 (Reginald Andrew)

## Musicisti
- Willie Bobo - timbales
- Steve Huffsteter - tromba, flugelhorn
- Ron Starr - sassofono tenore, flauto
- Barry Zweig - chitarra
- Reggie Andrews - pianoforte elettrico
- Ernie McDaniel - basso fender
- Jimmy Smith - batteria
- Victor Pantoja - percussioni